# Szúrós gyöngyajak
A szúrós gyöngyajak (Leonurus cardiaca) az árvacsalánfélék (Lamiaceae) családjába tartozó növényfaj. Eredetileg Közép-Ázsiában honos, de ma már világszerte elterjedt gyógyhatása miatt.  Számos népi gyógyászati alkalmazása mellett a modern fitoterápiában is elterjedt, különösen nyugtató, szív- és érrendszeri támogató hatásai miatt. Termesztése és felhasználása nemzetközileg is jelentős, mivel egyes alkotóelemei iránt növekvő az érdeklődés a gyógyszeriparban.

## Leírása
Lágy szárú, évelő faj. Szára 1-1,5 m magasra nő. Levelei karéjosak, kettesével átellenesen állnak, fonákuk szőrözött. Virágzata álörvös füzér. A tölcsér alakú csészelevelek szúrós hegyben végződnek. Ajakos virágai rózsaszínűek, termése makkocska.

## Felhasználás
Drogja a virágos hajtás (Leonuri cardiacae herba).
Leonurid alkaloidot tartalmaz, melynek enyhe értágító és simaizom-lazító hatása is van, ezért régóta használják szíverősítőnek és menstruáció szabályozására. Tartalmaz még keserűanyagokat, iridoid glikozidokat, diterpéneket, flavonoidokat (rutin és kvercetin), cseranyagot (tannin), illóolajokat és A-vitamint. A bábák is használják a szülés könnyítésére. Használják még gyomorgörcsök, menstruációs panaszok és álmatlanság kezelésére is.
Fogyasztása nem javasolt, mivel mérgező labdánvázas diterpén laktonokat (pl. leokardin) és alkaloidokat tartalmaz.

## Képek

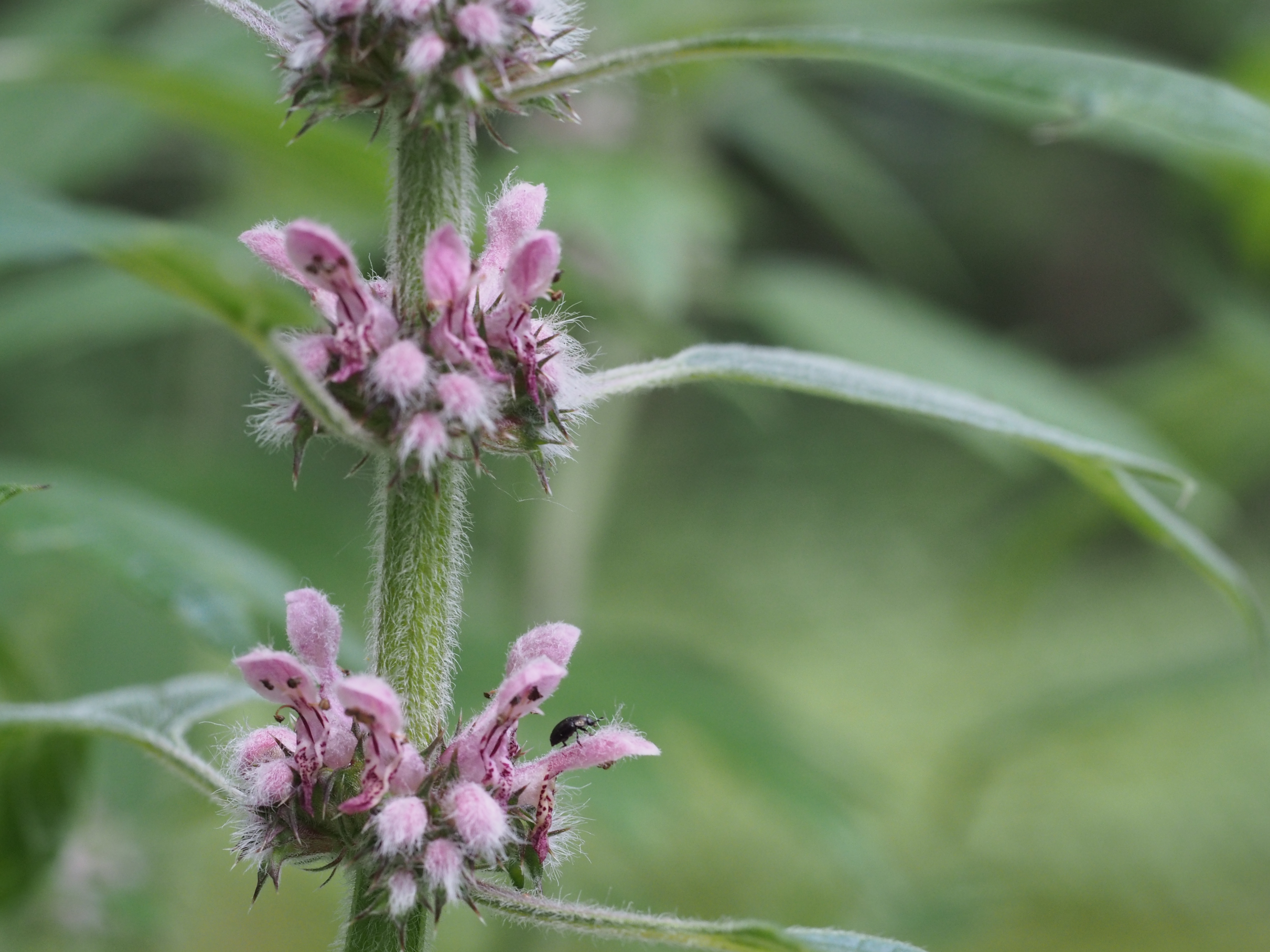
Virágos szár részlet
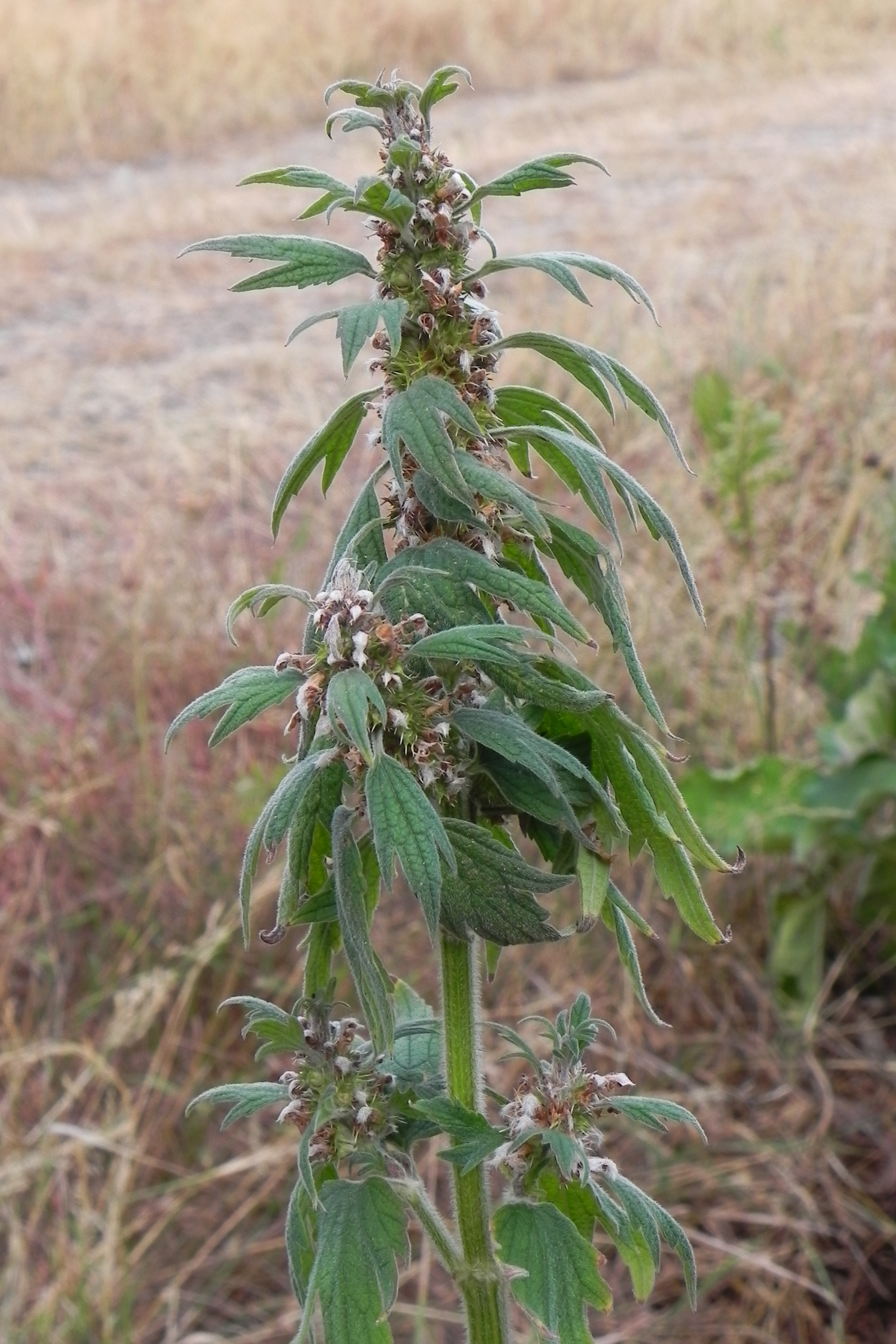
Virágos hajtás